# 祁志厚
祁志厚（1892年9月24日—1971年2月17日），字定远，绥远省萨拉齐（今属内蒙古自治区包头市）人，中华民国政治人物。

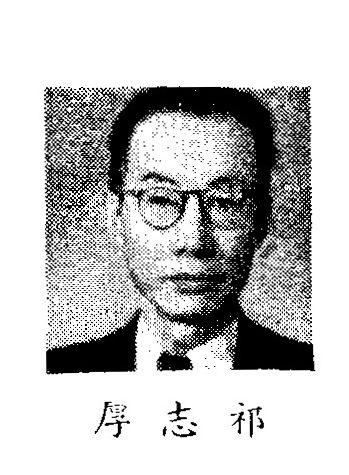
出席制憲國民大會代表時

## 生平[4][5][6][7]
早年为归绥中学堂一班学生。自北京师范大学毕业后，1921年春，任归绥中学校长。同年，应校长聘请，李广和自北京来该校任语文教师。因在讲课时宣传民主思想，半年后，李广和以“过激派”之罪，被当局驱逐出境。任内，受到五四运动之后新思想的影响，学校有了新气象，学生运动获得发展。1923年，卸任归绥中学校长。此后赴美国哥伦比亚大学留学，獲教育碩士。，民國十六年任中國國民黨駐法總支部執行委員兼組織部長
从美国回到中国不久，1928年10月12日，任绥远省政府委员兼教育厅长，同時任綏遠省黨部指導委員會委員兼組織部長及太原政治分會委員
1933年，出任立法院立法委员。制憲國民大會代表。1948年，當選綏遠省選區立法委员。
1949年，携女儿祁登荃、儿子祁登文一同到台湾。夫人吴子我在中华民国教育部任职。到台湾后，全家暂居台湾黄朝琴借与的房屋（与黄朝琴为旧识），后来迁居铜山街。夫人吴子我出任彰化女中校长之后，全家又迁居彰化，后来吴子我调任教育部督学，全家迁居台北罗斯福路。
到台湾后，很少出席立法院会议，自政坛淡出，常赴台北新公园弈园围棋社下棋。
1971年2月17日，在台北病逝，享年79岁。

## 荣誉
- 三等景星勋章（1946年1月1日批准[11]）